# 布魯克斯角
布魯克斯角（英語：Cape Brooks）是南極洲的海岬，位於帕爾默地，海拔高度465米，是新貝德福德灣入口處南面，在1940年12月由美國研究隊發現和拍攝空中照片，現時由南極條約體系管理。